# Кронентальська волость
Кронентальська волость — адміністративно-територіальна одиниця Сімферопольського повіту Таврійської губернії.
Станом на 1886 рік складалася з 1 поселення, 1 сільської громади. Населення — 994 особи (511 чоловічої статі та 483 — жіночої), 65 дворових господарств.
|                     | Площа, десятин | У тому числі орної, десятин |
| ------------------- | -------------- | --------------------------- |
| Сільських громад    | 3823           | 3000                        |
| Приватної власності | 62             | 50                          |
| Казенної власності  | —              | —                           |
| Іншої власності     | 477            | 348                         |
| Загалом             | 3885           | 3050                        |

Поселення волості:
- Кроненталь — колонія при річці Булганак за 20 верст від повітового міста, 994 мешканці, 65 дворів, 2 костели, 2 школи, крамниця.